# カンポ・セラード
- カンポ・セハード
- カンポ・セラード

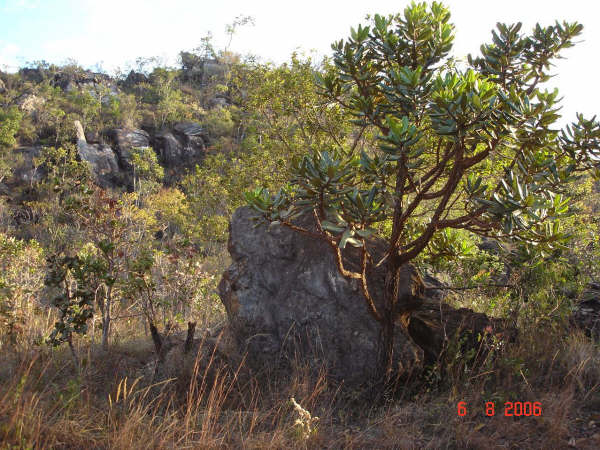
セラードの風景

カンポ・セラード (ブラジルポルトガル語: Campo Cerrado) は、ブラジル高原に広がるサバナである。総面積はおよそ2億400万ヘクタールで日本の5.5倍、ブラジル総面積の24%を占める。セラード、カンポ、原音を考慮したカンポ・セハードの表記も見られる。

## 語義
カンポとはポルトガル語で「畑」の意で、樹木のない植生を表す学術用語。セラードは草原にまばらにのみ低木の茂る植生を表し、「セラード」はブラジルポルトガル語で「閉ざされた」（英語の「closed」に相当）という意味を持ち、「カンポ・セラード」で「見通しのきかない草原」の意味であるという。

## 特徴
植生は高木が少なく、灌木がまばらに生えるのみ。かつては強い酸性の赤土に覆われていることから、耕作には不向きとされてきた。従来より肉牛の放牧地として利用されてきた。乾期になると落雷や野焼きを原因とする火災が頻繁に発生する。
トカンティンス州、マラニョン州、ピアウイ州を跨ぐ一帯、ヴェアデイロス平原国立公園およびパラナ川渓谷を含む広い範囲はユネスコの生物圏保護区に指定されている。

## 開発
ブラジル中部のセラード地域においては、1979年から日本とブラジルの間でセラード農業開発協力事業（PRODECER、プロデセール）という共同の農業開発プロジェクトが実施された。その背景には第一次石油ショックや米国による大豆の禁輸などをきっかけに資源の安定確保が日本の重大な外交課題となっていたことがあり、ブラジルに訪問した田中角栄首相のエルネスト・ガイゼル大統領への提案が事業推進のはじまりとなった。
2001年の終了まで3期21年間にわたり、約600億円の資金（日本のODAは279億円を活用）が投じられた。対象地域は7州の34万ヘクタールにおよび、酸性土壌の中和による改良、灌漑の整備、国際協力事業団（現JICA）を通じて115人の農業専門家の派遣が実施された。
当該地域での大豆生産量は1975年に43万トンであったものが、1999年には1666万トンへと急増。さらに2012年/2013年シーズンの生産予測値は7800万トン・世界生産量の28%となり、輸出量は米国の38%に匹敵する36%となる見込み。今ではブラジルは、トウモロコシやコーヒー豆と並んで大豆の一大生産・輸出大国となっているが、2012年のブラジル産大豆の6割がセラードで生産されたものであるなど、この農業開発の成果は非常に大きいと評価されている。なお、開発初年から35年間で耕作地域は1200万ヘクタールに達したが、耕作可能地は全体で1.27億ヘクタールにおよぶことから、未だ「無限に近い」開発余地があるという。
ただし、開発がセラード北側のアマゾン南部へもおよび、1997年から2007年の10年だけで北海道に相当する面積の森林が伐採されたという。